# Михайло Казарянин
Михайло Казарянин (или Козарин, Казарин, Казаринов) — один из заезжих богатырей киевского цикла.

## Распространённость былины
Известно несколько десятков записей этой былины. Однако художественно полноценные варианты немногочисленны, поэтому сюжет можно отнести к малоизвестным. Лучший и старейший по времени записи вариант — у Кирши Данилова. В классических сборниках Рыбникова и Гильфердинга былины о Михайле Козарине нет.

## Сюжет
Герой былины приезжает в Киев из Галича, из города Волынца, помолиться святым чудотворцам киевским, поклониться князю Владимиру и поступить к нему на службу. Владимир, ласково приняв его, даёт первое поручение: ехать к синему морю, настрелять гусей и лебедей. Настреляв много птиц, Михайло едет назад и видит на дубу чудного ворона: «ноги, нос — что огонь горят». Герой хочет застрелить ворона, но тот человечьим голосом велит ему идти на гору, где татары захватили в плен девушку. Михайло убивает татар, а в пленнице узнаёт свою сестру. Затем он либо возвращается с сестрой в Киев, либо везёт её к родителям (последний вариант может осложняться мотивом нелюбви родителей к сыну).

## Происхождение сюжета
Существует мнение, что былина о Михайле Казарянине составлена почти механически из двух былинных ходячих мотивов: первая часть — прибытие Михайло в Киев — повторение былины о Дюке Степановиче, вторая часть — узнание сестры — любимый народный мотив, часто встречающийся в песнях южных и западных славян.